# Tisha Venturini
Pour les articles homonymes, voir Venturini.
Tisha Lea Venturini, née à Modesto (Californie) le 3 mars 1973, est une joueuse américaine de soccer évoluant au poste de milieu de terrain.

## Biographie
Elle est internationale américaine à 132 reprises de 1992 à 2000. Elle est sacrée championne olympique en 1996, championne du monde en 1999 et troisième de la Coupe du monde 1995. Elle fait une apparition dans le film air bud world cup en tant que joueuse de l'équipe américaine de soccer.